# Coral (Netzwerk)
Coral war von 2004 bis 2015 ein freies Peer-to-Peer Content Distribution Network zur Verteilung von Inhalten. Coral war so angelegt, dass es die Bandbreite von freiwilligen Helfern benutzen kann, um die Last auf Webseiten und anderen Inhalten zu verringern. Um Coral zu benutzen, musste schlicht der Zusatz .nyud.net zur Domain einer URL hinzugefügt werden. Aus http://de.wikipedia.org/wiki/Hauptseite wurde damit beispielsweise http://de.wikipedia.org.nyud.net/wiki/Hauptseite.
Eins der Ziele des Coral-Systems war die Vermeidung von Brennpunkten im Netzwerk. Dies könnte freiwillige Helfer, die Angst vor Belastungsspitzen haben, davon abhalten, die Software zu benutzen und so dem Netzwerk beizutragen. Um dies zu erreichen, setzte Coral eine distributed sloppy hash table (DSHT) ein und erzeugte damit ein selbstorganisierendes Netzwerk von Knoten, die Inhalte voneinander beziehen, um Verbindungen zu weit entfernten oder belasteten Servern zu vermeiden.
Das Projekt war ab März 2004 in offenen Beta-Phase während der das Coral-Netzwerk auf PlanetLab, einem großen verteilten Forschungsnetzwerk mit rund 400 Servern, anstelle von Außenstehenden und freiwilligen Helfern, betrieben wurde. Von den 400 Servern des PlanetLab waren rund 260 Teil des Coral-Netzwerks.
Der Quellcode von Coral ist frei verfügbar unter der GNU GPL.
Im August 2012 hieß es, die aktive Entwicklung sei „vorübergehend gestoppt“, obwohl das CDN selbst weiter betrieben werde.
Ab April 2015 wurde *.nyud.net nicht mehr aufgelöst, wodurch das CDN nicht mehr funktionierte. Die Projektwebsite war noch aktiv, wurde aber seit 2012 nicht mehr aktualisiert. Inzwischen ist auch diese offline.